# Pointe Dufour
La pointe Dufour (en allemand : Dufourspitze, en italien : Punta Dufour, et en romanche : Piz da Dufour) est, à 4 634 mètres d'altitude, le plus haut sommet de Suisse et le plus haut sommet des Alpes en dehors du massif du Mont-Blanc. C'est aussi le neuvième plus haut sommet d'Europe. Elle est située dans le mont Rose, sur la commune de Zermatt, à environ 130 mètres du Grenzgipfel (en), qui marque le plus haut point de la frontière entre l'Italie et la Suisse. Elle a été nommée en souvenir du général et cartographe suisse Guillaume Henri Dufour.
Sa première ascension remonte au 1er août 1855 mais n'a aucun lien avec l'actuelle Fête nationale suisse qui ne fut célébrée pour la première fois qu'en 1891. Depuis, la pointe Dufour est considérée comme un sommet emblématique des Alpes, apprécié par les alpinistes expérimentés.

## Toponymie
Initialement, ce sommet portait le nom de Höchste Spitze (littéralement « point culminant » en allemand). Il acquiert son nom actuel à la suite d'une décision du Conseil fédéral du 28 janvier 1863. Ce nom est donné en l'honneur de Guillaume Henri Dufour, général de l'Armée suisse durant la guerre du Sonderbund et père de la carte topographique de la Suisse : la carte Dufour.

## Géographie

### Situation, topographie

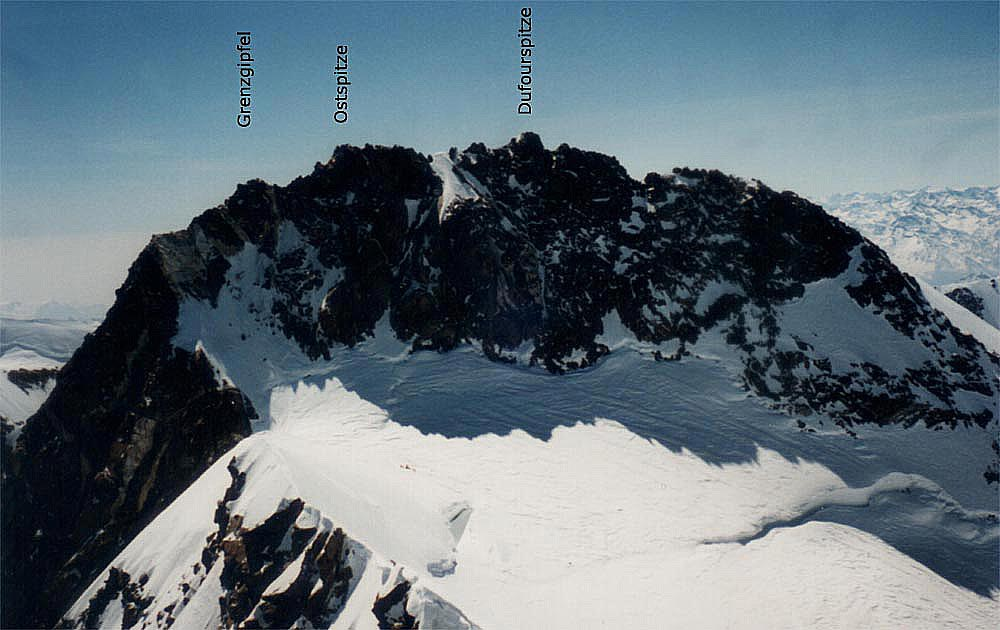
La pointe Dufour depuis le Nordend.

La pointe Dufour se trouve dans la partie sud-est du canton du Valais à quelques hectomètres de la frontière italienne (Piémont). Elle se situe tout en amont de la vallée de Zermatt, sur la ligne de crêtes du mont Rose, axée ouest-est sur laquelle on trouve six sommets de plus de 4 000 mètres d'altitude. Sur son versant nord on trouve le Monte Rosagletscher et sur son versant sud le glacier de Grenz. Ces deux glaciers alimentant le glacier du Gorner qui donne naissance à la Mattervispa (bassin du Rhône).

## Premières
La première ascension a été réalisée le 1er août 1855 par une cordée menée par les Britanniques Charles Hudson, John Birkbeck, Edward John Stevenson, les frères Christofer et James Greenville Smyth et les guides de montagne Mathias et Johann Zumtaugwald de Zermatt et Ulrich Lauener de Lauterbrunnen. Charles Hudson périt dix ans plus tard lors de la première ascension du Cervin, avec trois de ses six compagnons de cordée, lors d’une chute à la descente.
La première ascension par le versant oriental (voie normale) a été réalisée en 1872 par les Britanniques Richard et William Pendlebury et Charles Taylor, le Suisse Ferdinand Imseng, l'Autrichien Gabriel Spechtenhauser et l'Italien Giovanni Oberto.
La première ascension hivernale par ce versant a été réalisée les 5 et 6 février 1965 par les guides italiens Luciano Bettineschi, Felice Iacchini, Michele Pala et Lino Pironi, en partant de Macugnaga.

## Ascension
La cabane Reine-Marguerite, plus haut refuge gardé des Alpes à 4 554 mètres d'altitude sur la pointe Gnifetti, est le point de départ de la voie normale italienne vers la pointe Dufour. On y accède généralement après avoir effectué la traversée des « 4 000 du mont Rose », ce qui favorise une bonne acclimatation à l'altitude.
Du côté suisse, la voie la plus empruntée nécessite de prendre le train à crémaillère du chemin de fer du Gornergrat depuis Zermatt, jusqu'à la gare de Rotenboden. De là, on suit un chemin à flanc de pente pour rejoindre le glacier du Gorner crevassé, qui doit être franchi sur quelques dizaines de mètres. Puis un chemin rejoint la cabane du Mont-Rose. L'ascension se poursuit sur le glacier du Mont-Rose pour atteindre Satteltole, puis l'étroite arête menant au sommet.